# Oxid křemičitý
Oxid křemičitý (také označovaný jako silika, vzorec SiO2) tvoří nejméně 22 fází a dvanáct polymorfních forem. Díky této rozmanitosti a velkému praktickému významu patří tento oxid mezi nejstudovanější látky.

## Výskyt
V přírodě jej nacházíme nejčastěji ve formě α-křemene, který je součástí např. žuly a pískovce. Modifikace oxidu křemičitého se převážně skládají z tetraedrů SiO4, které jsou propojeny přes vrchol. V termodynamicky nejstabilnější formě (za laboratorní teploty) – α-křemenu – tvoří tyto tetraedry vzájemně spojené šroubovice.

## Chemické vlastnosti
Oxid křemičitý je velmi odolný vůči kyselinám s výjimkou kyseliny fluorovodíkové, se kterou reaguje takto: SiO2 + 4 HF → SiF4 + 2 H2O Horké koncentrované alkalické hydroxidy jej pomalu rozpouštějí za vzniku alkalických křemičitanů, v taveninách je tento proces podstatně rychlejší. Za zvýšené teploty (nad 1 000 °C) reaguje i s vodíkem a uhlíkem. S fluorem reaguje za vzniku fluoridu křemičitého a kyslíku.
Reakce s oxidy kovů a polokovů jsou velmi významné ve sklářském a keramickém průmyslu.

## Využití

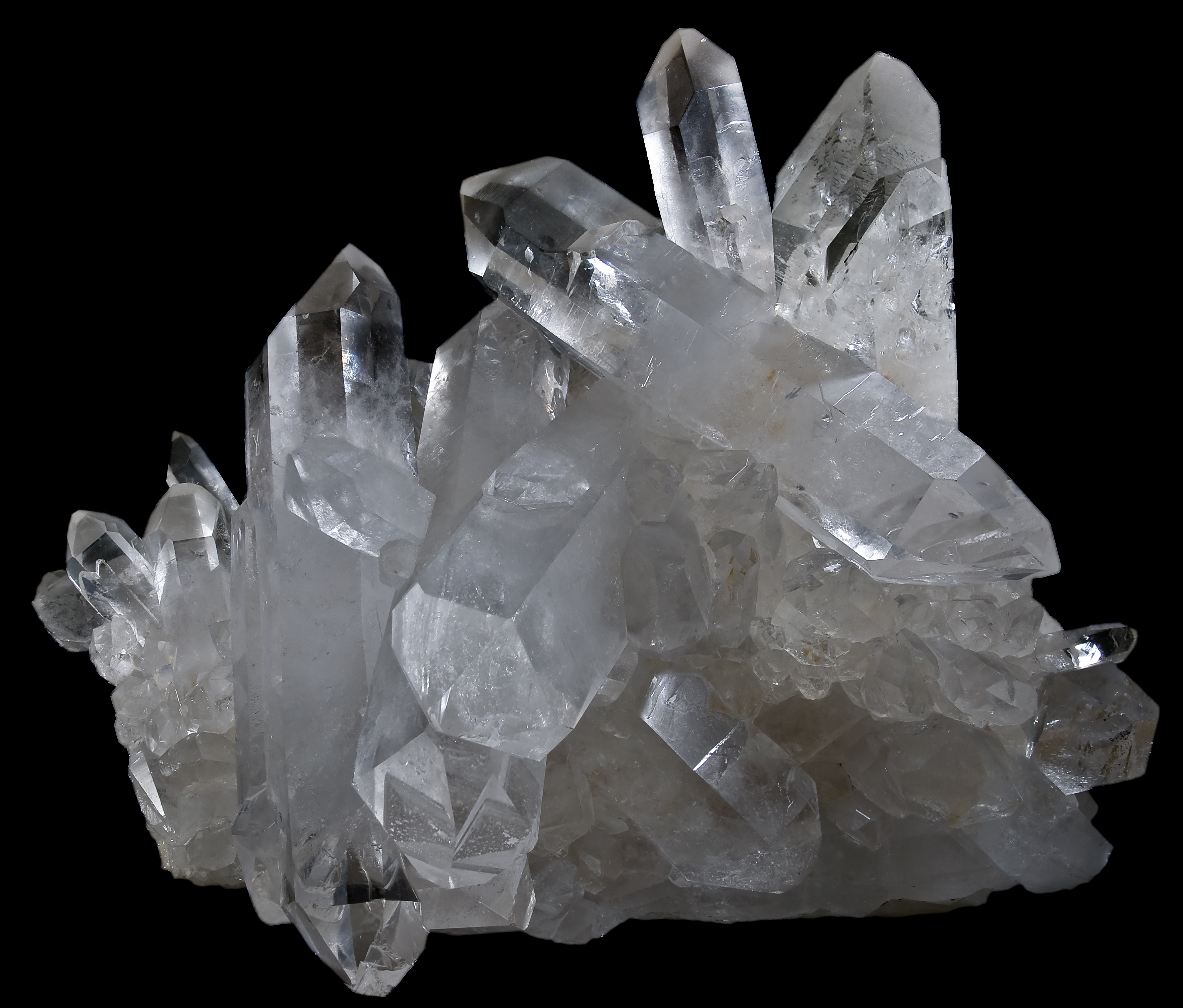
křišťál – krystalický oxid křemičitý

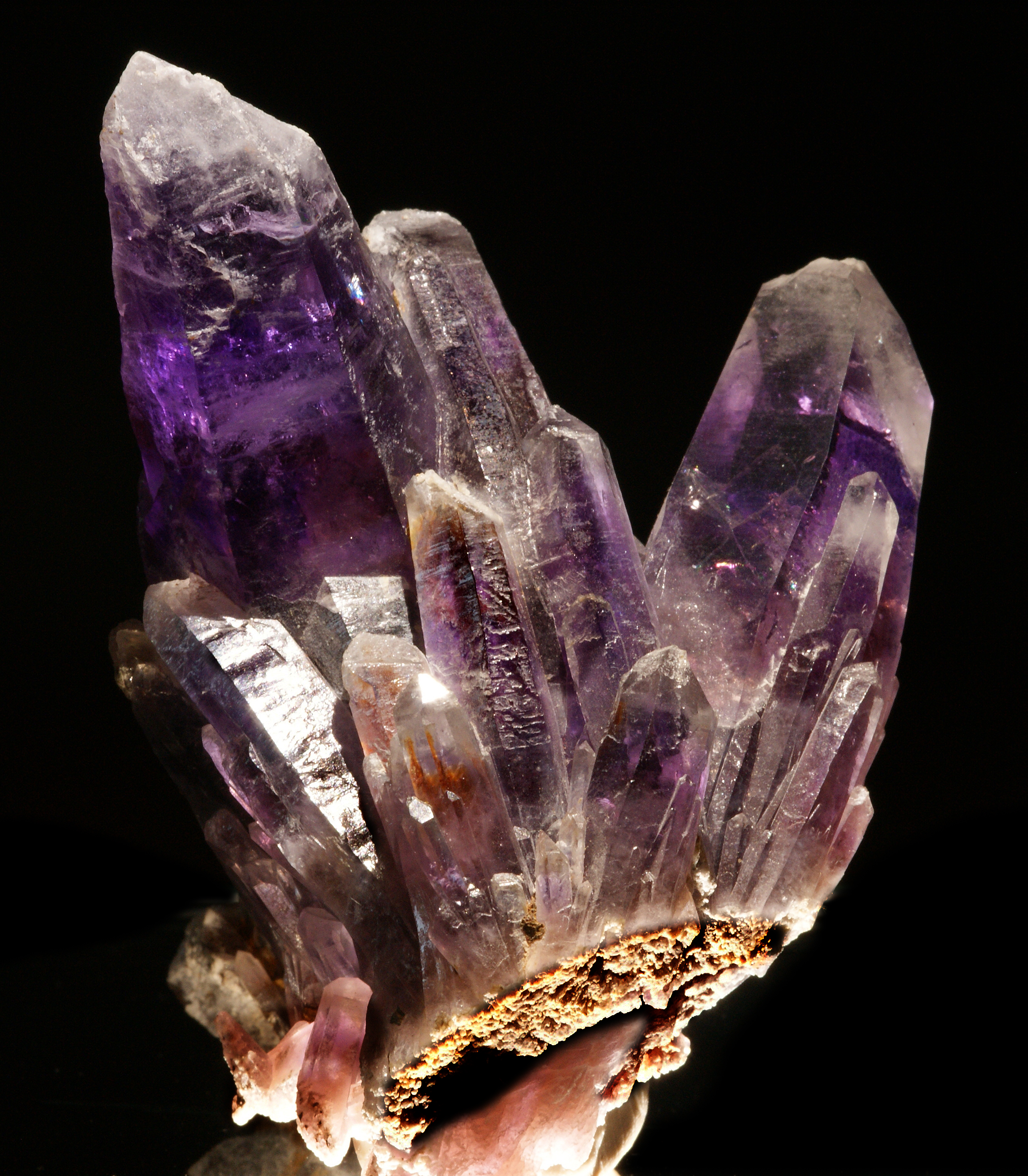
minerál ametyst

V průmyslu se používá převážně α-křemen, křemenné sklo, silikagel, kouřový křemen a diatomit.
Piezoelektrických vlastností křemene se využívá v krystalových oscilátorech a filtrech v převodnících a snímačích. Protože se v přírodě nenachází dostatečně čistý křemen, musí se připravovat hydrotermálními metodami.
Oxid křemičitý také dále najdeme v čisté podobě v jádru optických kabelů.
Křemenné sklo je výjimečně odolné vůči teplotním šokům a má velmi malou hodnotu koeficientu tepelné roztažnosti, ovšem na rozdíl od běžného skla má vysokou teplotu měknutí, což ztěžuje jeho zpracování. Používá se jako kvalitní laboratorní sklo (např. pro kyvety pro UV a VIS spektrofotometrii).
Silikagel se díky vysokému povrchu používá jako sušidlo, sorbent, nosič katalyzátorů atd.
V potravinářství se používá pod označením E 551.